# Astronaut (artiest)
Pelle Bast is een Nederlandse singer-songwriter die muziek uitbrengt met zijn muzikale project Astronaut.

## Biografie
Bast deed een bacheloropleiding aan de Universiteit voor Humanistiek en volgde daarna de master Interfaith Spiritual Care aan de Vrije Universiteit Amsterdam. Naast zijn opleidingen was Bast bezig met verschillende andere zaken. Zo was hij vrijwilliger bij Centrum de Brouwerij, werkte hij bij Het Lichthuis Amsterdam en is hij sinds 2016 actief als singer-songwriter onder de naam Astronaut. Bij optredens spelen een wisselende groep aan artiesten mee.
Het project Astronaut liet voor het eerst van zich horen toen zij in 2016 in het voorprogramma stonden van The Soul Travelers op podium Workship bij broedplaats De Ceuvel. In 2017 werd de eerste single Spaceraket uitgebracht. Dit volgden zij in 2018 op met de single Bus naar zee en met een finaleplaats bij Grote Prijs van Nederland in de categorie Singer-songwriter. In 2019 kwam Astronaut met de ep Geduld is een schone zaak. Op deze ep werd een relatie van het begin tot het einde beschreven. Het  lied Jij zou beginnen met de sex vandaag, anno 2024 een van de populairste nummers van Astronaut, is op deze ep te vinden.
In 2021 werd de ep Nu of nooit uitgebracht. Op de cover van de ep staat een foto van de opa van Bast, die in dat jaar was overleden. De titel slaat terug op deze opa; Bast wilde hem bezoeken, maar een week voor de afspraak overleed hij. Hiermee besefte de artiest dat het leven ook zomaar kan eindigen en wilde hij de ep uitbrengen. De ep is geschreven en geproduceerd door Bast en bij het mixen werd er samengewerkt met Casper van der Lans van onder andere de bands Personal Trainer, Teddy's Hit en de band van Tim Knol.
Astronaut was een van de 3voor12-talenten voor de Popronde van 2023. Bij dit rondreizende festival speelde hij in 24 verschillende podia. Begin 2024 werd debuutalbum Eeuwig voor een tijdje uitgebracht. Hiervoor werd samengewerkt met Tijmen van Wageningen (van onder meer Feng Suave, Di-rect en Torii) en opnieuw met Van der Lans. Het album werd voor het eerst ten gehore gebracht bij een optreden in het Utrechtse poppodium EKKO.